# Porcelaine
Porcelaine, počeštěle také porcelán, je francouzské lovecké psí plemeno.

## Historie
Historie plemene porcelaine je dosti zamotaná a dodnes se spekuluje, zda je jeho zemí původu skutečně Francie, nebo Švýcarsko. Podle všeho jej vyšlechtili a chovali v klášteře v Cluny (Francie) v 17. století. Byl vyšlechtěn hlavně pro pronásledování především vysoké zvěře.
Při revoluci ve Francii roku 1789 a následných zmatcích ale nepřežil jediný pes tohoto plemene. V celé Evropě se nepodařilo najít tyto psy s prokazatelným původem, proto se švýcarští chovatelé rozhodli, že plemeno obnoví neboli znovu vyšlechtí. Tito chovatelé dali dohromady psy z francouzsko-švýcarské hranice, kteří se podobali porcelainům a křížili je mezi sebou, Od těch původních se lišili hlavně tím, že byli lehčí a neměli tak velký lalok. Roku 1884 pak bylo znovu vytvořené plemeno předvedeno na výstavě v Paříži.
V dnešní době se již k parforsním honům nevyužívá, ale myslivci jej využívají k nahánění vysoké zvěře. Také jej můžeme potkat jako společníka.
Oficiální používaná zkratka v Česku je POR a zastřešuje jej zde Klub chovatelů honičů. V České republice se již nachází několik chovatelských stanic a chov se zde rozšiřuje. Přesto zde je jen něco málo přes deset chovných psů a fen.

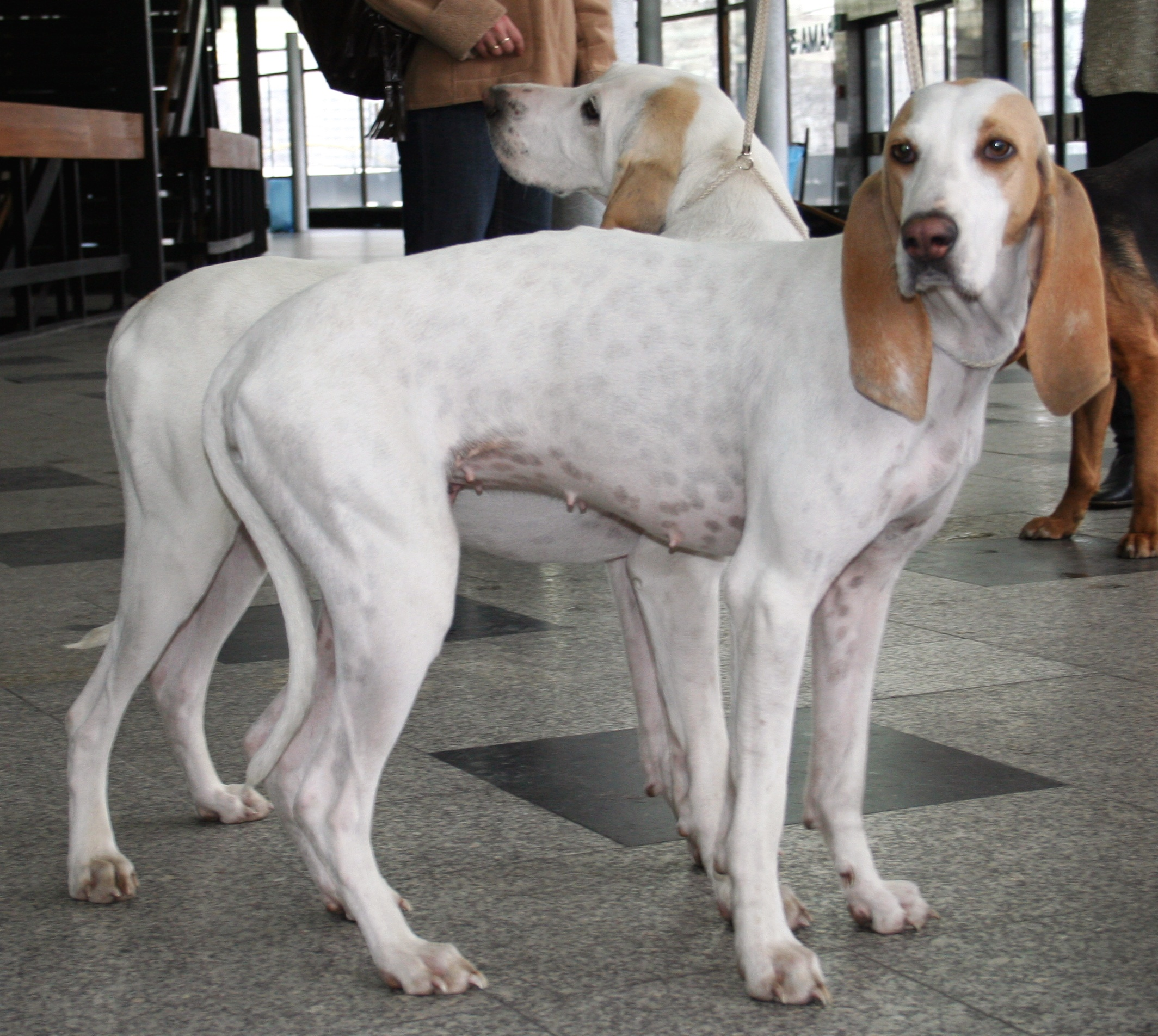
Dva jedinci plemene

### Proč zrovna “porcelaine”?
Porcelaine ve francouzštině znamená porcelán, právě srst porcelaina připomínala jeho chovatelům a šlechtitelům lesklý porcelán, proto toto jméno.

## Vzhled

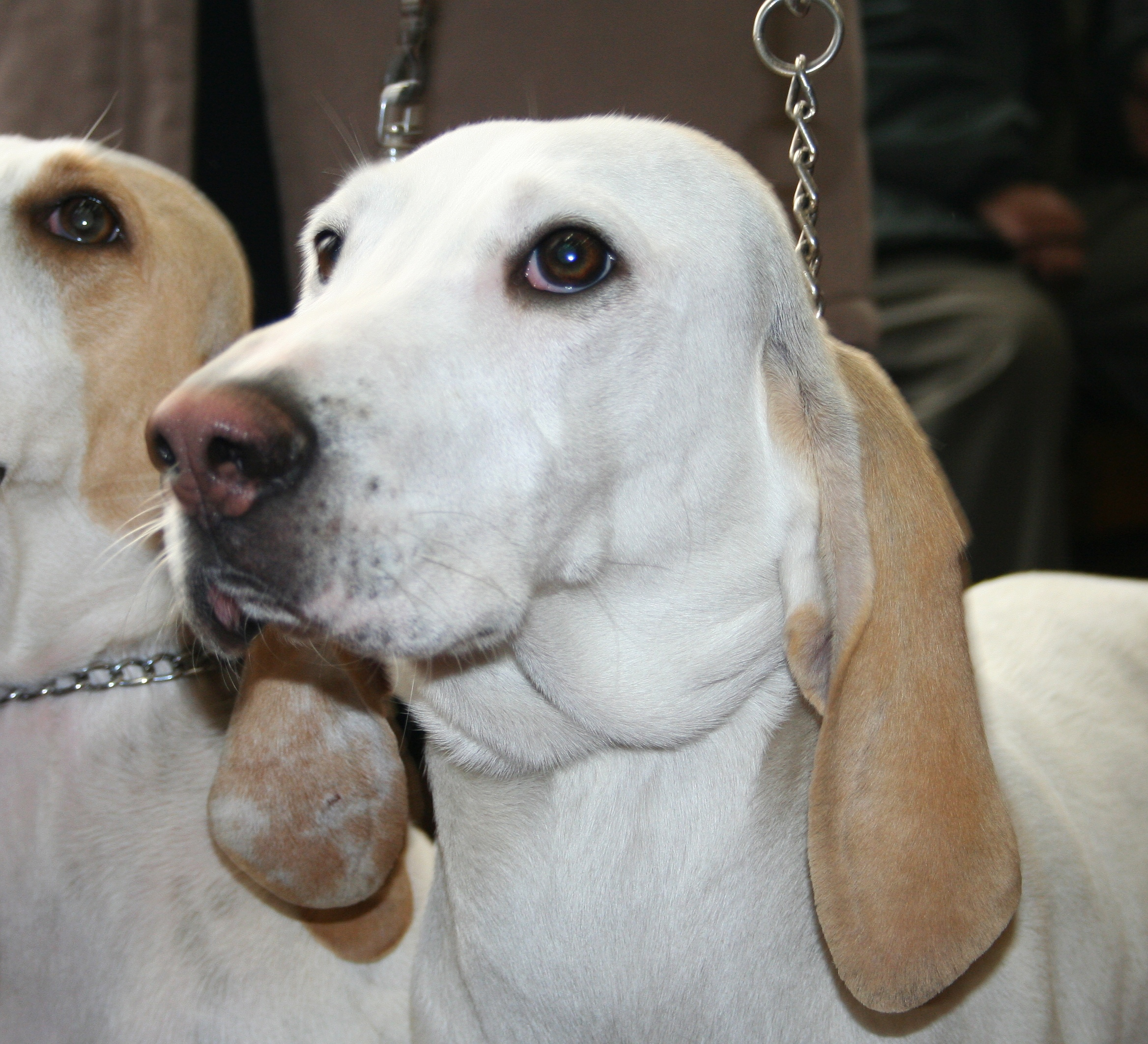

Porcelaine je elegantní, majestátný a mrštný pes. Svým vzhledem je ukázkovým příkladem aristokratického psa. Hmotnost se pohybuje mezi 25–28 kg a výška mezi 53–58 cm v kohoutku. Jeho srst, která pokrývá celé tělo, je krátká, hustá, na dotek jemná a nejčastěji je čistě bílá, popřípadě s oranžovými nebo černými znaky. Má podsadu.
Mozkovna je široká, se zřetelnou dělicí rýhou, stop je vyznačený. Poměr délky tlamy vůči mozkovně je 1:1. Uši jemné, štíhlé, zakončené spíše špičkou. Srst na nich může mít naoranžovělou barvu. Jsou dlouhé a spadají volně podél hlavy. Oči jsou středně velké, spíše oblé, dobře zasazené. Duhovka je tmavé barvy. Nosní houba by měla být černá, vyskytují se ale i narůžovělé. Krk je dlouhý, silný a štíhlý s malým lalokem. Hřbet je dlouhý, štíhlý, zakončený dlouhým, správně nasazeným ocasem. Ten se nosí mírně prohnutý. Dlouhé a dobře osvalené nohy s kulatými tlapkami.

### Podobná plemena
Porcelaine je originální plemeno a jen málo psů je jim podobných. Jeden z nich je bernský honič, který se jim podobá hlavně tělesnou stavbou. Stavbou těla je podobný i billy, který ale má kratší uši a více skvrnek. Málo známé a podobné plemeno je i španělský sabueso.

## Povaha
Povahově je porcelaine milý, klidný, rezervovaný a oddaný pes. Má lovecké sklony a je těžké je eliminovat. Proto se hodí do rukou zkušeného myslivce. Je bystrý a inteligentní, ale mírně tvrdohlavý, nikoliv však dominantní. Má vysoký hlas a je zvyklý pomocí něho i pracovat na stopě. Je to dobrý hlídač, k cizím je rezervovaný a v případě nutnosti svého majitele tvrdě brání. S dětmi vychází dobře, stejně tak i o ostatními psy, se kterými je schopný pracovat. S jinými zvířaty dobře nevychází, protože má sklony je pronásledovat a následně dávit. Není agresivní, není impulsní.